# Granje (Jakšić)
Granje falu Horvátországban, Pozsega-Szlavónia megyében. Közigazgatásilag Jakšićhoz tartozik.

## Fekvése
Pozsegától légvonalban 11, közúton 14 km-re északkeletre, községközpontjától 5 km-re keletre, Szlavónia középső részén, a Pozsegai-medencében, a Pozsegáról Kutjevóra vezető úttól délre fekszik, ahonnan egy bekötőút vezet a faluba. Az útról Cerovacnál kell délre lefordulni. Három oldalról mezőgazdasági területek, kövér legelők és szántóföldek veszik körül, ahol több forrás is fakad. Határa a Pozsegai-medence legtermékenyebb része az ún. „Poljadija”, mely gazdag szántókkal és legelőkkel rendelkezik. Itt ered a Rodnjak-patak. A falu kelet-nyugati irányú, majd északra forduló főutcája mentén 250 méter hosszan mintegy negyven ház sorakozik. Rajta kívül még két mellékutcája van.

## Története
A település régi lehet, de a középkorból nem maradt adat róla. A területén előkerült középkori leletek valószínűsítik, hogy már a középkorban is létezett. A környék településeivel együtt 1537-ben foglalta el a török és a lakosság egy részét rabságba hurcolta, míg más részük áttért a muzulmán hitre. A török korban valószínűleg muzulmán horvátok lakták. 1687-ben szabadult fel a török uralom alól, a muzulmán lakosság pedig Boszniába távozott. 1697 körül Boszniából ortodox szerbek és katolikus horvátok települtek ide.
1698-ban „Granye” néven 3 portával szerepel a török uralom alól felszabadított szlavóniai települések összeírásában. Ez egyben első írásos említése is. A kutjevói uradalomhoz tartozott. 1702-ben 9, 1730-ban 11 ház állt a településen.
Az első katonai felmérés térképén „Dorf Granye”néven látható. Lipszky János 1808-ban Budán kiadott repertóriumában „Granye” néven szerepel. Nagy Lajos 1829-ben kiadott művében „Granye” 10 házzal, 9 katolikus és 77 ortodox vallású lakossal szerepel.
1857-ben 65, 1910-ben 155 lakosa volt. 1910-ben a népszámlálás adatai szerint lakosságának 92%-a szerb, 8%-a horvát anyanyelvű volt. Pozsega vármegye Pozsegai járásának része volt. Az első világháború után 1918-ban az új szerb-horvát-szlovén állam, majd később (1929-ben) Jugoszlávia része lett. 1991-ben lakosságának 70%-a szerb, 16%-a horvát, 12%-a jugoszláv nemzetiségű volt. A településnek 2011-ben 91 lakosa volt, akik főként mezőgazdasággal foglalkoztak.

## Lakossága
| Lakosság változása | Lakosság változása | Lakosság változása | Lakosság változása | Lakosság változása | Lakosság változása | Lakosság változása | Lakosság változása | Lakosság változása | Lakosság változása | Lakosság változása | Lakosság változása | Lakosság változása | Lakosság változása | Lakosság változása | Lakosság változása |
| ------------------ | ------------------ | ------------------ | ------------------ | ------------------ | ------------------ | ------------------ | ------------------ | ------------------ | ------------------ | ------------------ | ------------------ | ------------------ | ------------------ | ------------------ | ------------------ |
| 1857               | 1869               | 1880               | 1890               | 1900               | 1910               | 1921               | 1931               | 1948               | 1953               | 1961               | 1971               | 1981               | 1991               | 2001               | 2011               |
| 65                 | 55                 | 73                 | 103                | 143                | 155                | 162                | 162                | 182                | 169                | 145                | 145                | 116                | 115                | 108                | 91                 |